# 福真磨崖仏
福真磨崖仏（ふくままがいぶつ）は、大分県豊後高田市真玉町黒土にある磨崖仏である。福真磨崖仏 付堂ノ迫磨崖仏として、大分県の史跡に指定されている。
切石で組まれた唐破風付きの履屋内の岩壁に、大日如来、多聞天、不動明王が刻まれている。制作は鎌倉時代と推定されている。

## 交通
- JR九州日豊本線宇佐駅からバス40分「下黒土」停留所下車[2]